# Ralf Butschkow
Ralf Butschkow (* 1962 in Berlin) ist ein deutscher Grafiker und Illustrator von Kinderbüchern.

## Leben
Butschkow studierte ab 1983 an der Hochschule der Künste in Berlin Visuelle Kommunikation unter anderen bei Jürgen Spohn. Nachdem er freiberuflich für eine Werbeagentur tätig gewesen war, wurde er Dozent an der design akademie berlin. Daneben hat er als Grafiker überwiegend Kinderbücher illustriert. Er illustriert die Bücher des Autors Jürgen Banscherus.
Butschkow lebt zusammen mit seiner Frau und zwei Kindern in Berlin.

## Veröffentlichungen (Auswahl)
- Was stimmt denn da nicht? Malbuch; Bastei Lübbe, 2005, ISBN 3-8339-0309-0
- So geht das nicht!: Ein Berufe-Suchspaß-Wimmelbuch; Bastei Lübbe, 2007, ISBN 3-8339-0312-0
- Hier kommen die Ritter!; Oetinger, 2008, ISBN 3-7891-7750-4
- Da stimmt doch was nicht!: Ein Suchspaß-Wimmelbuch; Bastei Lübbe, 2011, ISBN 3-8432-0034-3
- Hier stimmt ja fast gar nichts!: Das große Suchspaß-Wimmelbuch; Bastei Lübbe, 2012, ISBN 3-8339-0320-1

### Lesemaus-Reihe – „Ich habe einen Freund...“
- Ich hab einen Freund, der ist Kapitän; Carlsen Verlag, 1996; ISBN 3-551-11707-1 (Mit Susanne Schürmann)
- Ich hab einen Freund, der ist Astronaut; Carlsen Verlag, 1999; ISBN 3-551-08628-1
- Ich hab einen Freund, der ist Rennfahrer; Carlsen Verlag, 2000; ISBN 3-551-08658-3
- Ich hab einen Freund, der ist Lokführer; Carlsen Verlag, 2001; ISBN 3-551-08848-9
- Ich hab eine Freundin, die ist Notärztin; Carlsen Verlag, 2001; ISBN 3-551-08849-7
- Ich hab einen Freund, der ist Feuerwehrmann; Carlsen Verlag, 2002; ISBN 978-3-551-08893-2
- Ich hab eine Freundin, die ist Briefträgerin; Carlsen Verlag, 2003; ISBN 3-551-08806-3
- Ich hab einen Freund, der ist Busfahrer; Carlsen Verlag, 2004; ISBN 3-551-08819-5
- Ich hab einen Freund, der ist Pilot; Carlsen Verlag, 2005; ISBN 3-551-08873-X
- Ich hab eine Freundin, die ist Zahnärztin; Carlsen Verlag, 2006; ISBN 3-551-08812-8
- Ich hab eine Freundin, die ist Tierpflegerin; Carlsen Verlag, 2007; ISBN 3-551-08955-8
- Ich hab einen Freund, der ist Bäcker; Carlsen Verlag, 2007; ISBN 3-551-08807-1
- Ich hab einen Freund, der ist Lastwagenfahrer; Carlsen Verlag, 2008; ISBN 3-551-08805-5
- Ich hab einen Freund, der ist Koch; Carlsen Verlag, 2009; ISBN 3-551-08923-X
- Ich hab einen Freund, der ist Polizist; Carlsen Verlag, 2009; ISBN 3-551-08862-4
- Ich hab einen Freund, der ist Imker, Carlsen Verlag, 2010; ISBN 3-551-08921-3
- Ich hab einen Freund, der ist Müllmann; Carlsen Verlag, 2010; ISBN 3-551-08906-X
- Ich hab eine Freundin, die ist Krankenschwester; Carlsen Verlag, 2011; ISBN 3-551-08941-8
- Ich hab eine Freundin, die ist Gärtnerin; Carlsen Verlag, 2013; ISBN 978-3-551-08966-3